# Carebara vidua
Carebara vidua är en myrart som beskrevs av Smith 1858. Carebara vidua ingår i släktet Carebara och familjen myror.

## Underarter
Arten delas in i följande underarter:
- C. v. fur
- C. v. vidua

## Bildgalleri

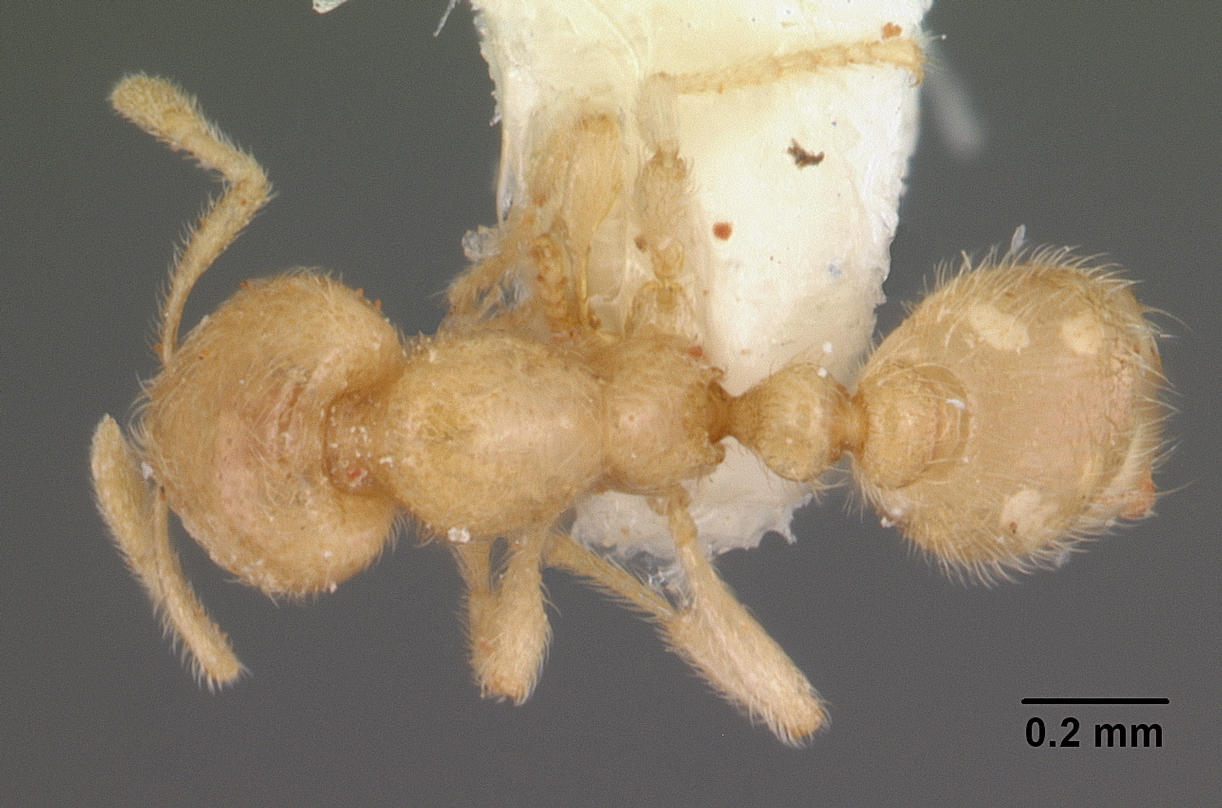
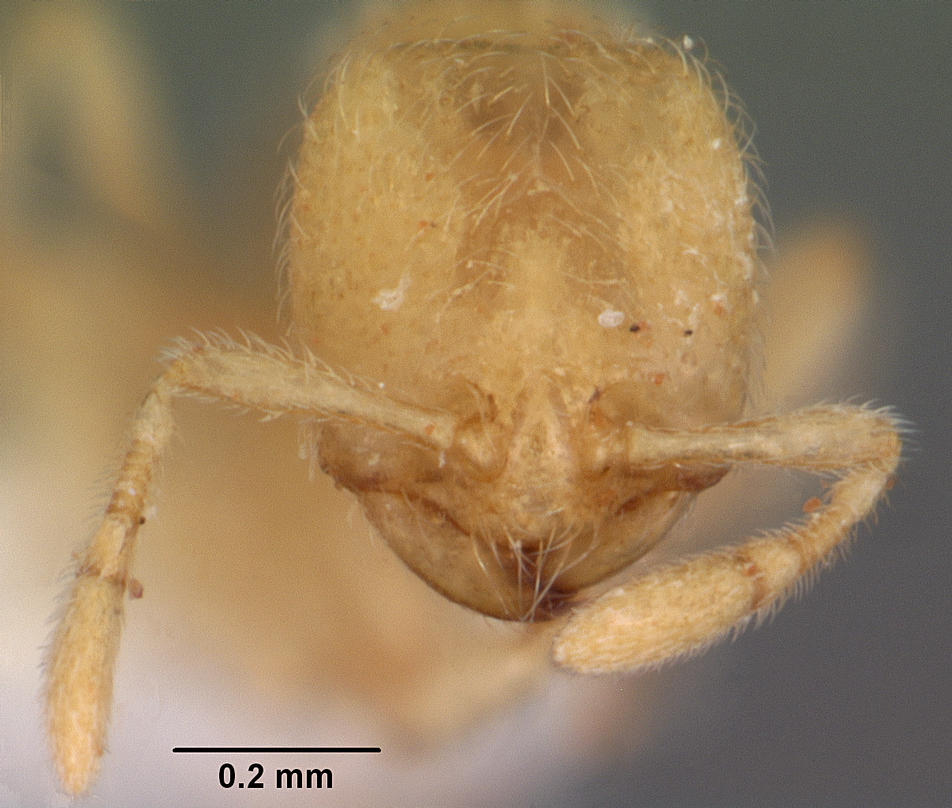
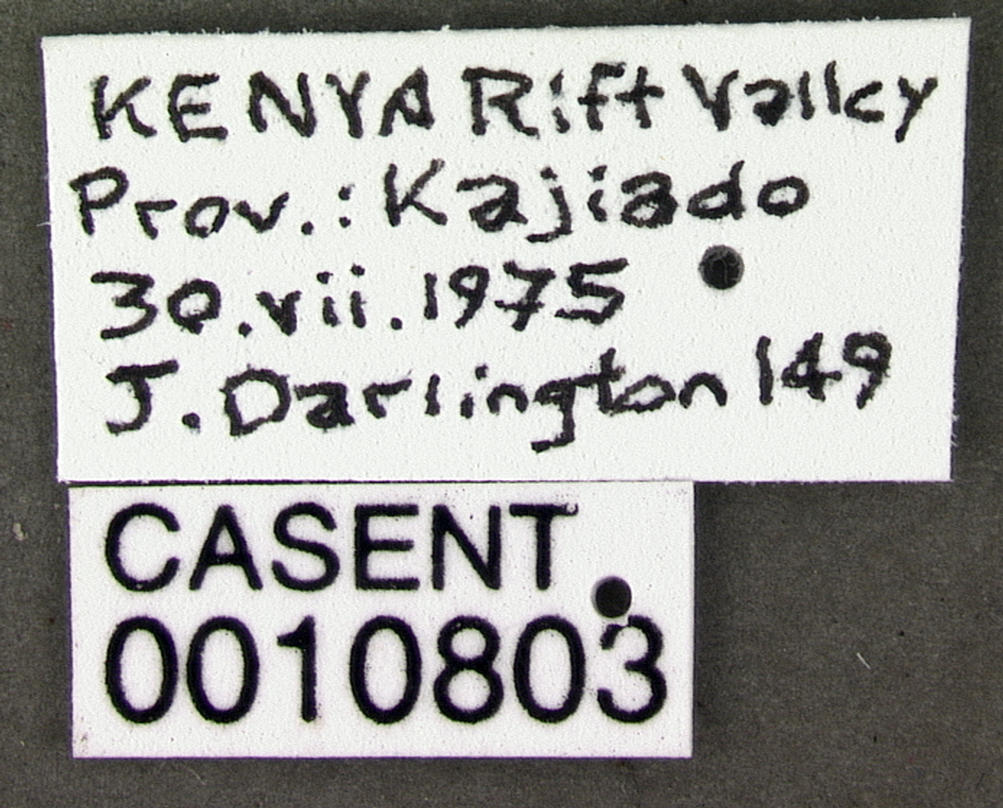
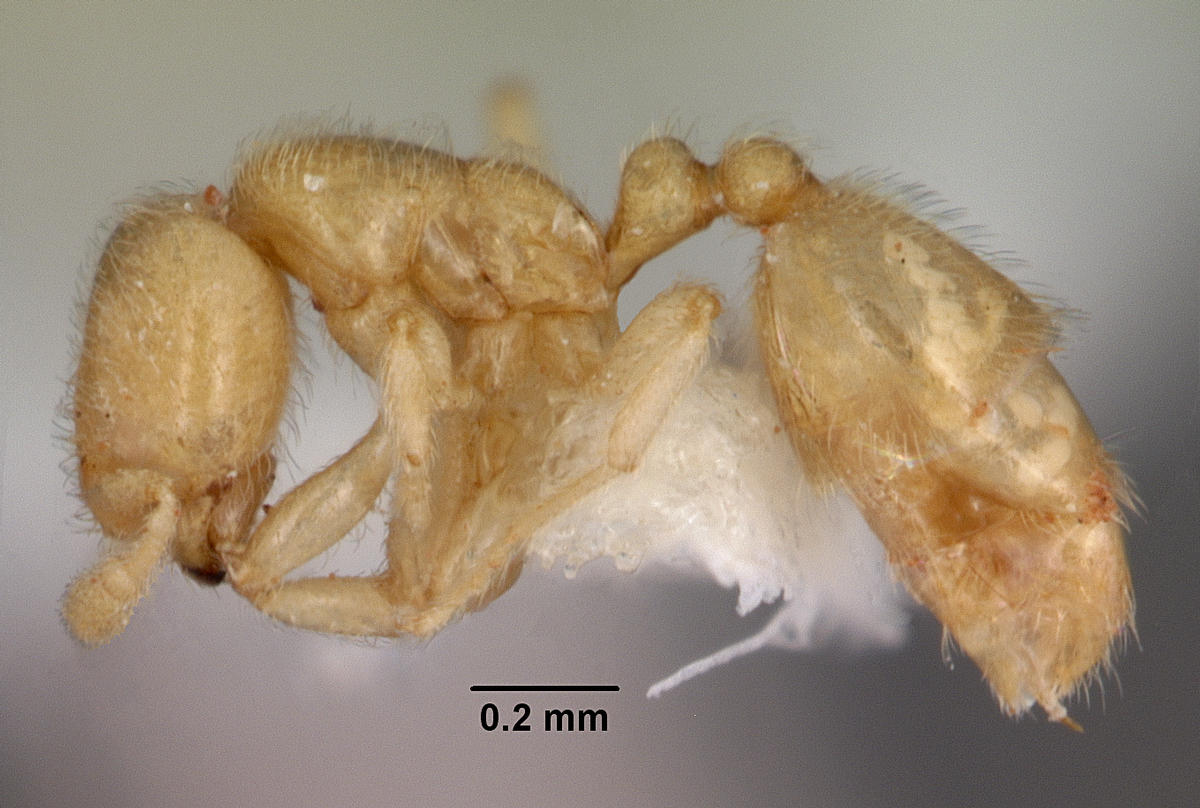
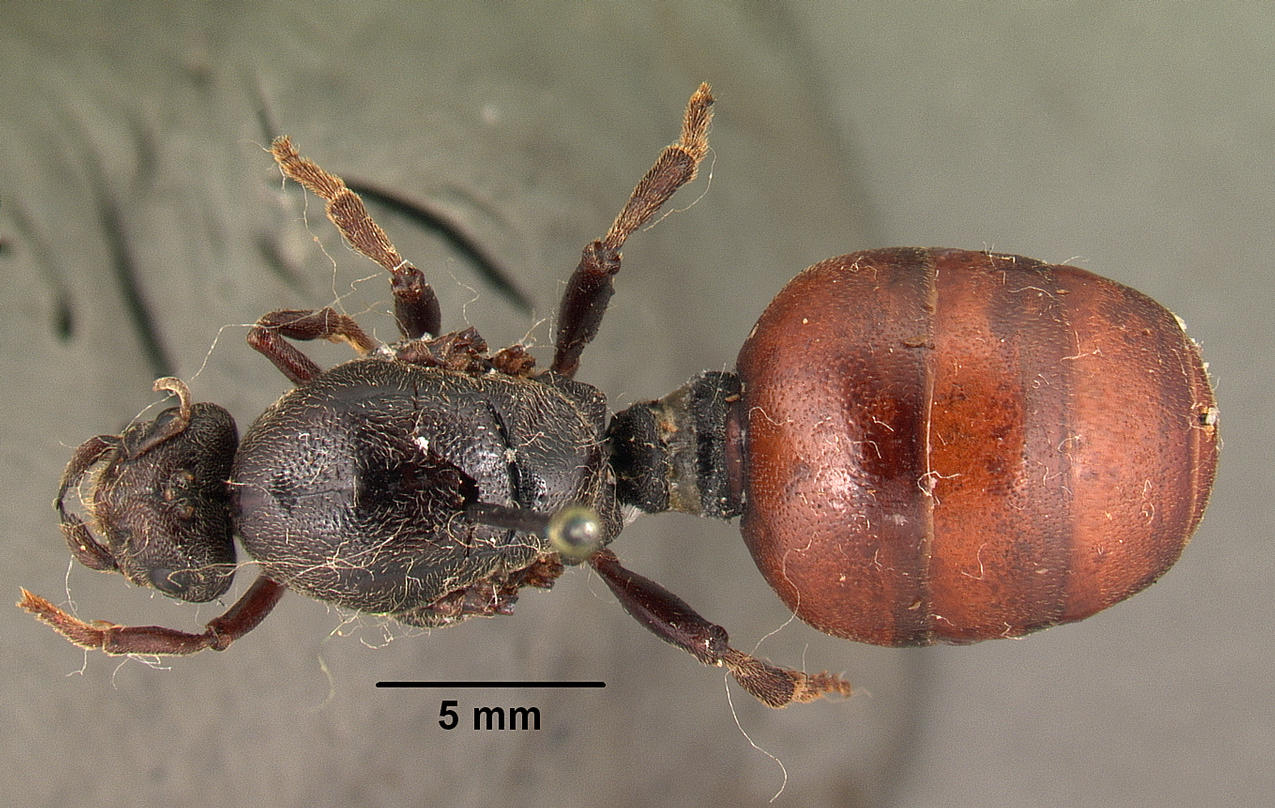
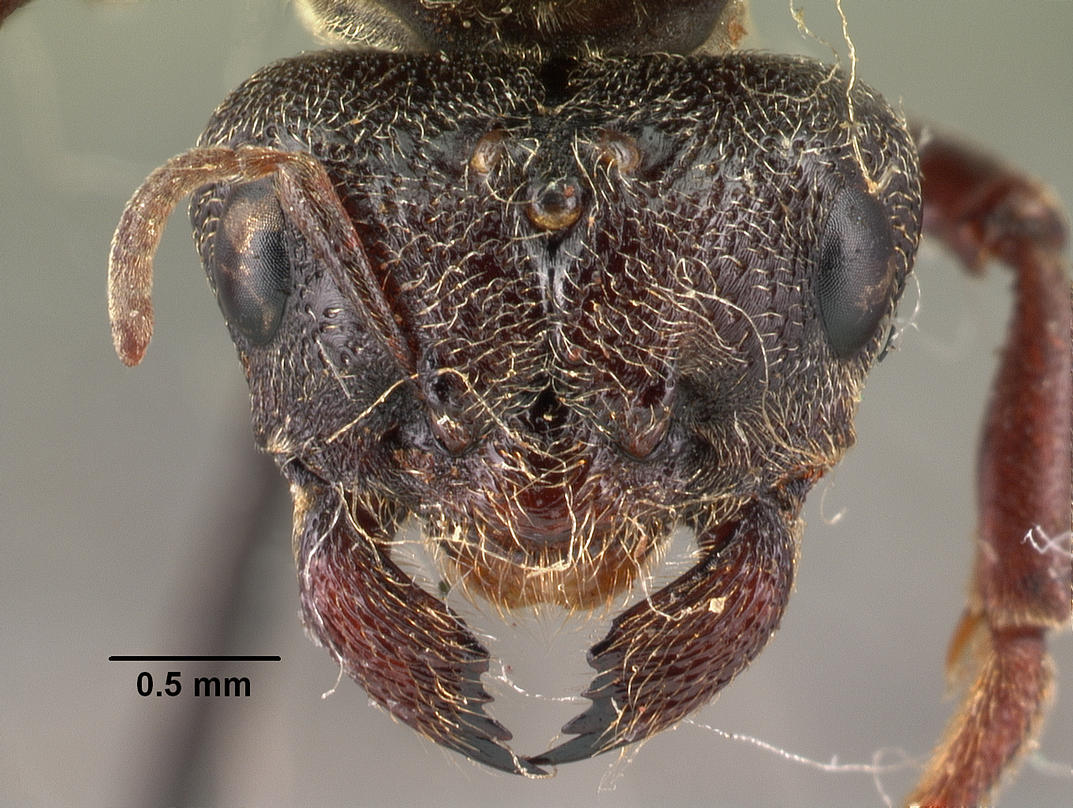